# Lorenzo di Bonaventura

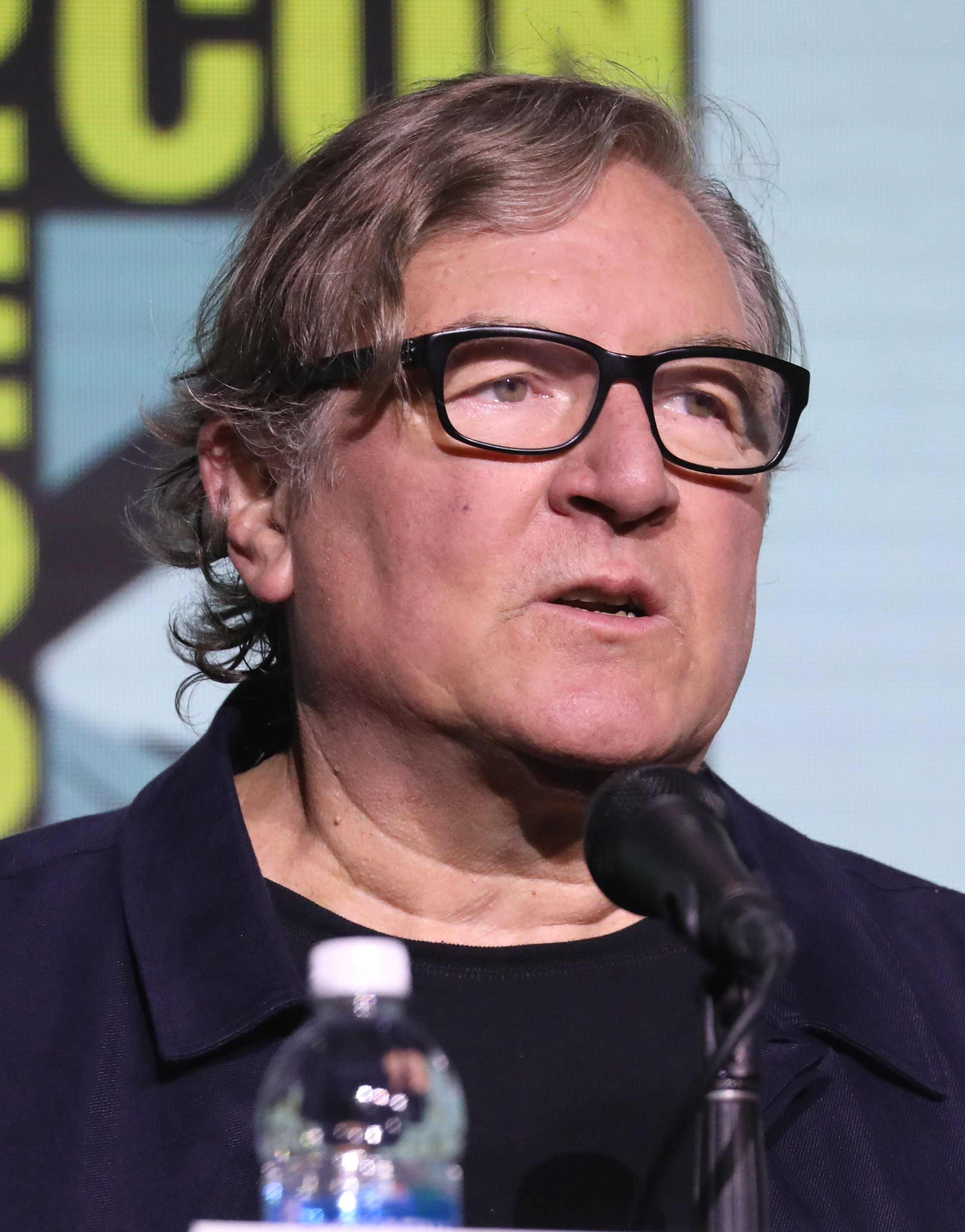
Lorenzo di Bonaventura (2024)

Lorenzo di Bonaventura (* 1957) ist ein US-amerikanischer Filmproduzent.

## Leben
Lorenzo di Bonaventura ist der Sohn des Orchesterdirigenten Mario di Bonaventura. Er studierte an der Harvard University und später an der Pennsylvania Wharton School, wo er graduierte.

## Karriere
Seinen beruflichen Werdegang als Produzent begann di Bonaventura 1989 bei der US-Filmgesellschaft Warner Bros. Nur wenige Jahre später wurde er leitender Produktionschef, 1998 war er schließlich als Executive Vicepresident of Worldwide Motion Pictures für die weltweiten Produktionsaufträge inklusive des Marketings zuständig. Somit zeichnete di Bonaventura mitverantwortlich für die Realisierung der ersten Harry-Potter-Verfilmungen und der Matrix-Trilogie, als auch für die erfolgreichen Produktionen Ocean’s Eleven und Training Day. Als Warner Bros. 2002 eine umsatzschwache Saison verzeichnete, beendete di Bonaventura die internen Differenzen mit seinem Ausstieg und beschloss, als freier Produzent tätig zu sein, indem er sein eigenes Produktionsunternehmen gründete.

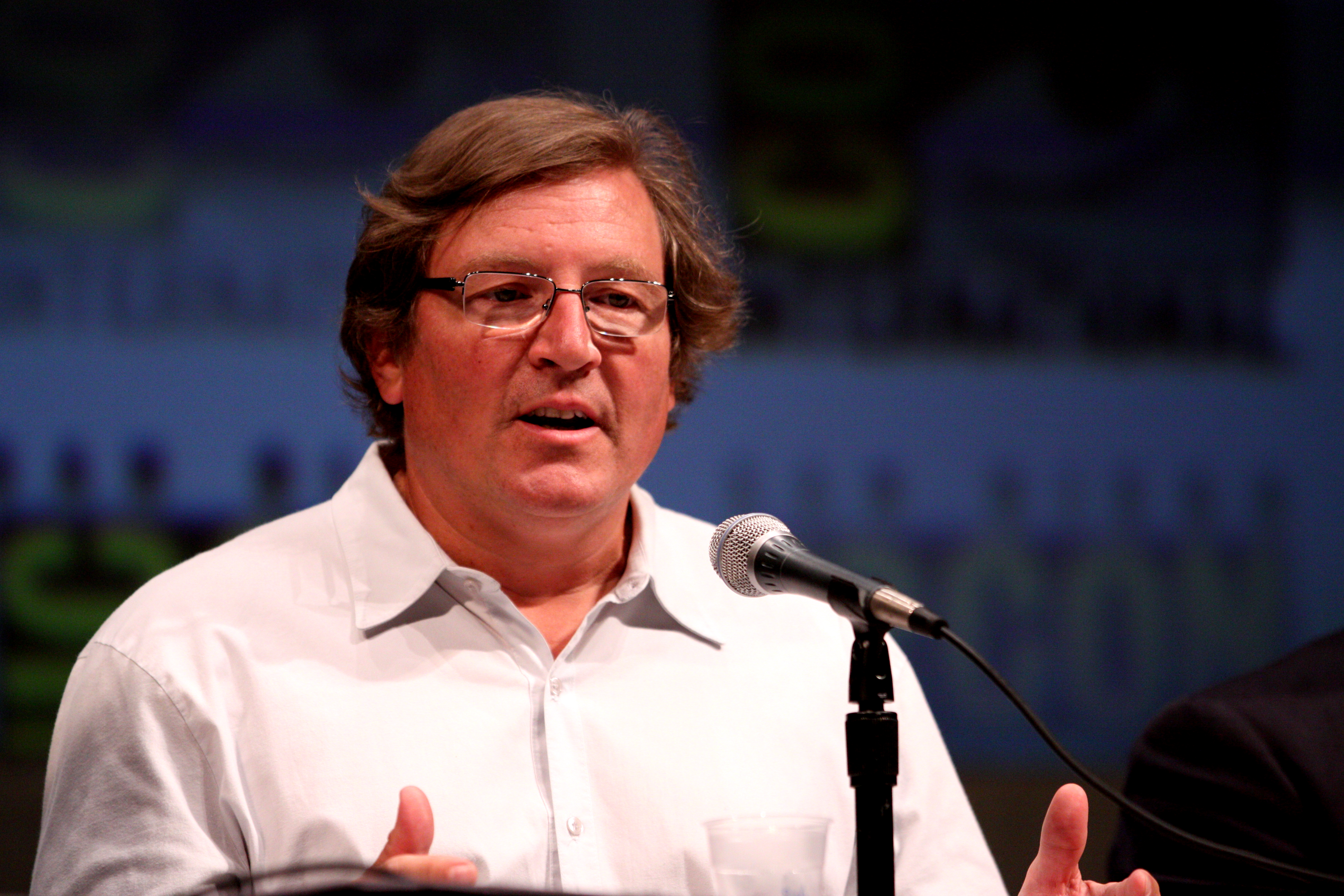
Di Bonaventura bei der San Diego Comic-Con (2010)

Seine Produktionsfirma Di Bonaventura Pictures ist bei Paramount Pictures ansässig und war bereits 2005 mit der ersten Produktion des Mystery-Thriller Constantine erfolgreich, in dem Keanu Reeves und Rachel Weisz die Hauptrollen spielten. Kurz darauf erzielte er mit der Real-Verfilmung der Transformers-Filmreihe einen internationalen Kassenschlager, wobei der dritte Teil Transformers 3 zeitweilig zu den 30 erfolgreichsten Kinofilmen zählte. Weitere starbesetzte Actionfilme wurden von ihm produziert, unter anderem Shooter (2007) mit Mark Wahlberg, die Comic-Verfilmungen G.I. Joe – Geheimauftrag Cobra (2009) und R.E.D. (2010) mit Bruce Willis und Morgan Freeman, der Spionagethriller Salt (2010) mit Angelina Jolie und der Thriller Ein riskanter Plan (2012) mit Sam Worthington und Elizabeth Banks.
Di Bonaventura und sein Produktionspartner Mark Vahradian planten zeitweilig gemeinsam mit Prodigy Pictures, die von Jay Firestone 2006 gegründet wurde, eine Adaption des preisgekrönten dystopischen Science-Fiction-Romans Neuromancer aus dem Jahr 1984 von William Gibson, der schon als Vorlage für die Matrix-Trilogie diente. Als Drehbuchautor und Regisseur sollte Vincenzo Natali fungieren. Weitere Projekte waren vor allem Fortsetzungen wie R.E.D. 2, G.I. Joe – Die Abrechnung und Transformers: Ära des Untergangs, außerdem The Last Stand mit Arnold Schwarzenegger und Steven Soderberghs Side Effects – Tödliche Nebenwirkungen mit Jude Law und Channing Tatum.

## Filmografie (Auswahl)
- 2005: Doom – Der Film (Doom)
- 2005: Entgleist (Derailed)
- 2005: Vier Brüder (Four Brothers)
- 2005: Constantine
- 2007: Der Sternwanderer (Stardust)
- 2007: Shooter
- 2007: Transformers
- 2007: Zimmer 1408 (1408)
- 2009: G.I. Joe – Geheimauftrag Cobra (G.I. Joe: The Rise of Cobra)
- 2009: Transformers – Die Rache (Transformers: Revenge of the Fallen)
- 2009: Zuhause ist der Zauber los (Imagine That)
- 2010: R.E.D. – Älter, Härter, Besser (RED – Retired Extremely Dangerous)
- 2010: Salt
- 2011: Transformers 3 (Transformers: Dark of the Moon)
- 2012: Ein riskanter Plan (Man on a Ledge)
- 2012: Devil Inside (The Devil Inside)
- 2013: The Last Stand
- 2013: G.I. Joe – Die Abrechnung (G.I. Joe: Retaliation)
- 2013: Side Effects – Tödliche Nebenwirkungen (Side Effects)
- 2013: R.E.D. 2 (RED 2)
- 2014: Jack Ryan: Shadow Recruit
- 2014: Transformers: Ära des Untergangs (Transformers: Age of Extinction)
- 2016: Deepwater Horizon
- 2017: Transformers: The Last Knight
- 2017: American Assassin
- 2017: Unlocked
- 2018: Meg (The Meg)
- 2018: Bumblebee
- 2019: Friedhof der Kuscheltiere (Pet Sematary)
- 2020: The Secrets We Keep – Schatten der Vergangenheit (The Secrets We Keep)
- 2021: Infinite – Lebe unendlich (Infinite)
- 2021: Snake Eyes: G.I. Joe Origins
- 2023: Plane
- 2023: Transformers: Aufstieg der Bestien (Transformers: Rise of the Beasts)
- 2023: Meg 2: Die Tiefe (Meg 2: The Trench)
- 2023: Friedhof der Kuscheltiere: Bloodlines (Pet Sematary: Bloodlines)
- 2024: Madame Web